# Freya Stafford
Freya Stafford (21 de enero de 1977) es una actriz australiana, conocida por haber interpretado a Harriet Walker en White Collar Blue y a Basia Lem en Head Start.

## Biografía
Tiene una hermana mayor. Asistió al Tasmanian School of Art y más tarde estudió en la prestigiosa National Institute of Dramatic Art (NIDA) de donde se graduó en el 2000.
Freya estuvo comprometida con Nigel Joseph, sin embargo la relación terminó.
En el 2001 comenzó a salir con el actor Damian Lewis, sin embargo la relación terminó en el 2003.
En el 2006 salió brevemente con el actor australiano Sandy Winton.
En agosto del 2010 Freya se casó con el actor Darren McAngus.
Ese mismo año sufrió un accidente en donde un coche chocó la bicicleta donde iba con su esposo, lo que ocasionó que sufriera varias heridas faciales, como la mandíbula rota, el ojo derecho lastimado, además de pómulo y dientes rotos; sin embargo después de someterse a cirugía se recuperó.

## Carrera
En el 2001 se unió al elenco de la serie Head Start donde interpretó a Basia Lem, una cineasta bisexual.
En el 2002 se unió al elenco principal de la serie White Collar Blue donde interpretó a la Detective Inspectora Harriet Walker, hasta el final de la serie en el 2003 después de que el programa fuera cancelado. Freya interpretó de nuevo a Harriet en la película de la serie.
En el 2003 apareció en la película Gettin' Square donde interpretó a Annie Flynn, una oficial de libertad condicional.
En el 2005 se unió al elenco de la película Hell Has Harbour Views donde interpretó a la abogada Jill Bishop.
En el 2011 interpretó a la inspectora Andrea Pascoe en la película Underbelly Files: The Man Who Got Away. Ese mismo año se unió al elenco recurrente de la exitosa serie australiana Neighbours, donde interpretó a Emilia Jovanovic, hasta el 27 de marzo de 2012, después de que su personaje decidiera irse a Serbia a visitar a sus padres.
En el 2012 apareció como invitada en un episodio de la tercera temporada de la serie Offspring donde interpretó a Jodie. Ese mismo año se anunció que Freya se había unido al elenco de la película para la televisión Mrs Biggs, la cual sigue la historia de Charmian Brent, la exesposa del fugitivo Ronald "Ronnie" Biggs conocido por haber sido parte del robo al Great Train en 1963 que escapó de la cárcel en 1965 y vivió como fugitivo por 36 años antes de regresar voluntariamente al Reino Unido y entregarse.
En el 2014 apareció en la miniserie Never Tear Us Apart: The Untold Story of INXS donde dio vida a Kim D.

## Filmografía

### Series de televisión
| Año              | Serie                                         | Personaje           | Notas                               |
| ---------------- | --------------------------------------------- | ------------------- | ----------------------------------- |
| 2017             | Sunshine                                      | Freya Messina       | 4 episodios - miniserie             |
| 2017             | Seven Types Of Ambiguity                      | Greta               | episodio "Mitch"                    |
| 2017             | Newton's Law                                  | Rose Newton         | 3 episodios                         |
| 2012, 2013, 2016 | Offspring                                     | Jodie Ellis         | 3 episodios                         |
| 2014             | The Doctor Blake Mysteries                    | Sarah Alexander     | episodio "Smoke and Mirrors"        |
| 2014             | Never Tear Us Apart: The Untold Story of INXS | Kim D               | 2 episodios - miniserie             |
| 2013             | Miss Fisher's Murder Mysteries                | Genevieve Lamaire   | episodio "Murder A La Mode"         |
| 2013             | Better Man                                    | Nicole Cleary       | episodio # 1.2                      |
| 2012             | Mrs Biggs                                     | Julie Flower        | 2 episodios                         |
| 2011 - 2012      | Neighbours                                    | Emilia Jovanovic    | 44 episodios                        |
| 2010             | Rush                                          | Lily Kronin         | 6 episodio # 3.13                   |
| 2010             | Sea Patrol                                    | Caroline Taylor     | episodio "Night of the Long Knives" |
| 2009             | Dirt Game                                     | Megan Kerr          | 6 episodios                         |
| 2006             | All Saints                                    | Annie / Felicity    | episodio "Mind Games"               |
| 2002 - 2003      | White Collar Blue                             | Det. Harriet Walker | 44 episodios                        |
| 2002             | The Lost World                                | Una                 | episodio "The Imposters"            |
| 2001             | Head Start                                    | Basia Lem           | 40 episodios                        |

### Película
| Año  | Título                                 | Personaje                | Notas                                                                                      |
| ---- | -------------------------------------- | ------------------------ | ------------------------------------------------------------------------------------------ |
| 2014 | Predestination                         | Alice                    | junto a Ethan Hawke, Noah Taylor, Madeleine West y Dennis Coard                            |
| 2011 | Underbelly Files: The Man Who Got Away | Inspectora Andrea Pascoe | junto a Toby Schmitz, Claire van der Boom, Aaron Jeffery, Brendan Cowell y Josh Lawson     |
| 2010 | Summer Coda                            | Rachel                   | junto a Rachael Taylor, Isabella Woodlock, Jacki Weaver y Alex Dimitriades                 |
| 2010 | The Clinic                             | Veronica                 | junto a Tabrett Bethell, Andy Whitfield, Clare Bowen, Sophie Lowe y Marshall Napier        |
| 2008 | Valentine's Day                        | Mel                      | junto a Rhys Muldoon, Simon Lyndon, Michael Tuahine, Roy Billing y Patrick Harvey          |
| 2007 | Them                                   | Tara Spader              | junto a Rachel Nichols, Tricia Helfer, James D'Arcy, Ben Feldman y Scott Lawrence          |
| 2005 | Hell Has Harbour Views                 | Jill Bishop              | junto a Matt Day, Lisa McCune, Steve Bisley, Peter O'Brien, Marta Dusseldorp y Roy Billing |
| 2004 | Small Claims                           | Melinda Fehlers          | junto a Claudia Karvan, Rebecca Gibney y Robert Mammone                                    |
| 2003 | Gettin' Square                         | Annie Flynn              | junto a Sam Worthington, David Wenham, Timothy Spall, Gary Sweet y David Field             |
| 2002 | White Collar Blue                      | Det. Harriet Walker      | junto a Peter O'Brien, Linda Cropper, Brooke Satchwell, Don Hany y Sandy Winton            |

### Teatro
| Año  | Obra                        | Personaje | Director      | Teatro            | Notas                                                                                |
| ---- | --------------------------- | --------- | ------------- | ----------------- | ------------------------------------------------------------------------------------ |
| 2007 | King Tide                   | Sal       | Patrick Nolan | -                 | -                                                                                    |
| 2006 | The Tempest                 | Miranda   | -             | -                 | -                                                                                    |
| -    | Three Sisters               | -         | -             | NIDA              | -                                                                                    |
| -    | Twelfth Night               | -         | -             | NIDA              | -                                                                                    |
| 2000 | There Is No Need to Wake Up | -         | Barrie Kosky  | Playhouse Theatre | junto a Socratis Otto, Genevieve O'Reilly, Peta Sergeant, Henry Nixon y Vanessa Gray |
| -    | Annie                       | -         | -             | -                 | -                                                                                    |

## Premios y nominaciones
| Año  | Categoría                                  | Premio             | Serie             | Resultado |
| ---- | ------------------------------------------ | ------------------ | ----------------- | --------- |
| 2003 | Most Outstanding Actress in a Drama Series | Silver Logie Award | White Collar Blue | Nominada  |